# Beatport
Beatport — музыкальный интернет-магазин, принадлежащий американской компании LiveStyle, расположенной в Денвере, Лос-Анджелесе и Берлине. Beatport ориентирован прежде всего на диджеев, поскольку на данном ресурсе продаются как готовые треки, так и исходные файлы, которые можно использовать для создания ремиксов.
Интернет-магазин был основан в 2004 году, а в 2013 был куплен компанией SFX Entertainment за 50 миллионов долларов. 1 февраля 2016 года компания SFX Entertainment подала заявку на банкротство, а Beatport был выставлен на продажу. Однако в мае 2016 года SFX Entertainment приостановила аукцион по продаже компании. Компанией были предприняты меры по сокращению издержек. Руководство компании приняло решение сконцентрировать свою деятельность на продаже музыки, отключив при этом возможность потокового воспроизведения. Данные меры позволили выйти из банкротства Beatport и стать прибыльным, а компания SFX Entertainment в результате реорганизации стала называться LiveStyle.

## Музыка

### DRM
Все треки, доступные на сайте для покупки, не имеют DRM защиты.

### Форматы
На сайте можно приобрести треки в формате WAV, MP3 (320 Kbps CBR) и AIFF (44,1 кГц, 16 bit, 1411 kbps).

## История

### 2004—2006: Основание
Первая версия интернет-магазина Beatport, Beatport 1.0, была выпущена 7 января 2004 г. и состояла из 79 звукозаписывающих компаний в своем каталоге. Спустя полгода Beatport начал получать признание после нескольких коллаборации с известными диджеями и партнерства с технологической компанией. В январе 2005 года была выпущена обновленная версия Beatport 2.0 с каталогом из более чем 100 000 треков, выпущенных 2700 лейблами, подписавшими контракт. Beatport также стал доступен через уменьшенный графический интерфейс, встроенный в Диджей программного обеспечения: Трактор DJ Студия компании Native Instruments. 7 августа 2006 года Beatport выпустила Beatport 3.0 Fully Loaded, третью версию своего оригинального магазина, в которой были улучшены навигация, индивидуальная подписка на контент через My Beatport и новые способы оплаты.

### 2007—2008
В феврале 2007 года Beatport запустила Beatport Player, виджет вирусного маркетинга для воспроизведения релевантного контента по исполнителям, лейблам, жанрам и диаграммам. Построен с использованием Adobe Flash и HTML, плеер дает пользователям возможность создавать настраиваемые динамические списки воспроизведения из превью песен из каталога Beatport для встраивания практически в любой веб-сайт HTML.
В августе 2007 года Beatport запустил ориентированный на сообщества музыкальный сайт Beatportal, заявленная миссия которого — «… предоставлять меломанам самую свежую информацию о мире электронной музыки». Продолжая идею сайта, ориентированного на сообщества, Beatport представил Музыкальные награды Beatport 18 марта 2008 года. Каждый год пользователи Beatport могут голосовать за лучших исполнителей электронной музыки, пытаясь проследить успехи этих исполнителей на протяжении многих лет или определить, у кого из них больше всего растущих фанатов. BMA разбиты на 19 категорий, включая категории «Лучших исполнителей» каждого жанра, «Лучший ремикс» и «Лучший сингл». Кандидаты на BMA основаны исключительно на единичных продажах в Beatport.

### 2009—2012
Третья версия интернет-магазина под названием «The New Beatport» была выпущена 21 января 2009 года. На сайт было добавлено множество функций, включая встроенные изображения в купленную музыку, новую систему пользовательских предпочтений под названием «My Beatport», сочетания клавиш и многоязычную поддержку по всему сайту. В более новой версии магазина интегрировано использование Adobe Flex 3 веб-приложение, предоставленное RealEyes Media. 14 июля 2011 года Beatport запустили свой HTML5 веб-сайт с новыми функциями, дизайном и новой платформой.
Годовой доход Beatport за 2012 год, как сообщается, составил около 15-18 миллионов долларов, а убытки — 2 миллиона долларов.

### 2013—2015: Покупка компанией SFX Entertainment
В феврале 2013 года Beatport была приобретена Роберт Ф. Силлерманс SFX Развлечения, конгломерат, специализирующийся на таких мероприятиях EDM, как фестивали и промоутеры. Кроме того, Beatport объявила о партнерстве со службой распознавания музыки. Shazam индексировать свой каталог. В декабре 2013 года компания уволила 20 сотрудников в офисе в Денвере и шесть в Сан-Франциско, по сообщениям, оставив техническую инфраструктуру объекта, поддерживаемую только небольшой командой.
Находясь в собственности SFX, Beatport начала репозиционировать себя в электронная танцевальная музыка культура. 6 января 2014 г. Очистить канал СМИ и развлечения (теперь известный как iHeartMedia) объявил, что в рамках более широкого маркетингового партнерства с SFX, он будет синдицировать шоу обратного отсчета Beatport Top 20 для своего основного рынка. современный хит радио станций, начиная с конца года. Персонал Clear Channel, включая Джон Сайкс, полагал, что сделка (особенно шоу обратного отсчета Beatport) поможет обеспечить более высокий уровень национального воздействия на текущих и будущих и будущих исполнителей EDM.
В декабре 2014 года Beatport обновила свой веб-сайт, чтобы привлечь внимание основных поклонников электронной музыки, добавив оригинальный контент (например, новостные статьи), а также прямые трансляции шоу и фестиваль покрытие. Кроме того, Beatport запустил бесплатный сервис потоковой передачи музыки, который позволял пользователям транслировать полноформатные песни из библиотеки Beatport, а также тщательно отобранные плейлисты и чарты. Генеральный директор Beatport Грег Консильо и исполнительный креативный директор Кларк Уорнер объяснили, что только 300 000 из 50 миллионов уникальных пользователей сайта действительно купили музыку через сервис, и что большинство пользователей вместо этого использовали ограниченные по времени семплы треков магазина Beatport для поиска музыки. . В марте 2015 года сайт запустил мобильное приложение с потоковым сервисом и функцией «Beatport Shows», которая освещает предстоящие события и обеспечивает интегрированный доступ к покупке билетов. Стриминговый сервис субсидируется магазином Beatport, который был переименован в Beatport Pro (вместе с клиентским программным обеспечением для настольных ПК) и по-прежнему ориентирован в первую очередь на профессионалов.

### 2016 — настоящее время: реорганизация SFX Entertainment, LiveStyle
Убытки Beatport в 2015 году составили 5,5 млн долларов США. В марте 2016 года, в рамках банкротства SFX, компания объявила, что планирует выставить на аукцион Beatport и цифровую фирму. Дом славы (последний в конечном итоге был продан Универсальная музыкальная группа) чтобы больше сосредоточиться на бизнесе живых мероприятий. 10 мая 2016 года Beatport объявила, что аукцион компании был приостановлен, и вместо этого она сократит свои операции, чтобы сосредоточиться исключительно на своем бизнесе по продаже музыки, что привело к прекращению операций Beatport в области потоковой передачи, прямого эфира и оригинального контента. Компания также объявила об увольнениях в связи с реструктуризацией, когда 49 сотрудников покинули штат.
В сентябре 2016 года итальянский звукозаписывающий лейбл Art & Music Recording призвал расследовать обвинения в том, что третьи стороны искусственно завышали количество загрузок нескольких его песен («соки») на Beatport, в результате чего Beatport удалила песни в соответствии с политикой, запрещающей ярлыки от совершения покупки треков, чтобы повысить их производительность в чартах.
В декабре 2016 года SFX вышла из банкротства под новым руководством и переименована в Стиль жизни. Генеральный директор компании Рэнди Филлипс (ранее AEG Live) заявил, что Beatport вернулся к прибыльности.
В октябре 2017 года генеральным директором Beatport был объявлен Робб МакДэниелс.
В мае 2019 года Beatport анонсировала два новых сервиса подписки, предназначенных для профессиональных диджеев: Beatport Link — это потоковый сервис, позволяющий транслировать музыку из библиотеки платформы напрямую в поддерживаемое программное обеспечение для диджеев. Пионер диджей выступил в качестве партнера по запуску, предлагая интеграцию через свое недавно разработанное мобильное приложение WeDJ и объявляя, что Rekordbox будет поддерживать Link позже в этом году. Beatport также анонсировала Beatport Cloud с полным воспроизведением треков, интерфейсом управления и неограниченной повторной загрузкой купленных песен.
2019 — Beatsource
В феврале 2019 года Beatport объявила о создании совместного предприятия с компанией DJcity, занимающейся записью цифровой музыки, в результате чего была создана Beatsource, платформа для розничной продажи цифровой музыки, нацеленная на диджеев открытого формата. Примерно в то время у Beatport было 450 000 активных клиентов диджеев и 35 миллионов уникальные посетители в год. В августе 2019 продюсер и диджей А-Трак вошел в совет управляющих в качестве советника.

## Музыкальный каталог
На момент запуска Beatport предлагала клиентам по всему миру треки от 79 лейблов электронной музыки. С годами компания выросла и расширила свой музыкальный каталог, включив в него больше исполнителей и представителей различных электронных жанров, таких как хаус, техно, драм-н-бейс и дабстеп.
Продажи семплов и ремиксов в разделе «Звуки Beatport» выросли с годового дохода в 600 000 долларов в 2010 году до 39,1 миллиона долларов в 2015 году.

### Управление цифровыми правами
Все треки на Beatport предоставляются свободными от DRM. Нет никаких ограничений ни на количество устройств, на которые может быть перенесена купленная песня, ни на количество раз, когда каждая отдельная песня может быть записана на компакт-диск.

## Награды
International Dance Music Awards (IDMA)
- 2006: Лучший продавец танцевальной музыки и лучший специализированный магазин танцевальной музыки
- 2007: Лучший продавец танцевальной музыки
- 2008: Лучший специализированный магазин танцевальной музыки
- 2009: Лучший веб-сайт танцевальной музыки (присужден Beatportal.com) и лучший специализированный магазин розничной торговли
- 2010: Лучший веб-сайт танцевальной музыки (награжден Beatportal.com) и лучший специализированный магазин танцевальной музыки
- 2011: Лучший специализированный магазин танцевальной музыки
- 2012: Лучший специализированный магазин танцевальной музыки
- 2013: Лучший продавец EDM / танцевальной музыки
- 2014: Лучший продавец EDM / танцевальной музыки